# Golfo di Castellammare
Il golfo di Castellammare è una vasta e profonda insenatura naturale che va da Capo Rama, in prossimità di Terrasini, a Capo San Vito, presso San Vito Lo Capo.
È situato nella costa settentrionale della Sicilia, affacciato sul mar Tirreno. 
La Madonna del Soccorso è considerata la protettrice del Golfo di Castellammare.

## Storia
Il golfo di Castellammare fu denominato in epoca romana "Sinus Aegestanus", con riferimento all'antica città di Segesta, della quale rimangono le rovine (tra cui il tempio e il teatro).
Nel 1714 fu chiamato da Guglielmo del Isle "golfo di Longuro o Longarico" nella sua carta geografica, con riferimento all'antico centro abitato che sorgeva nei pressi dell'odierna città di Alcamo.
Nel 2001 viene costituita la società "Sviluppo del Golfo", nell'ambito della quale nasce il "Patto Territoriale Golfo di Castellammare", che è un accordo tra diversi enti locali e rappresentanti delle parti sociali ed economiche che ha come obiettivo lo sviluppo locale del golfo di Castellammare. A tale accordo partecipano i comuni del golfo di Castellammare e in prossimità di esso, diversi consorzi, la Banca Don Rizzo e l'Associazione degli Industriali della provincia di Trapani.
Nel 2010 nasce inoltre il "Gruppo di Azione Locale Golfo di Castellammare", che coinvolge diversi comuni, soggetti economici, associazioni ed organizzazioni professionali al fine di attuare un piano di sviluppo locale per il territorio del Golfo di Castellammare.

## Comuni interessati
Percorrendo il golfo da est verso ovest, si incontrano nell'ordine i comuni di Terrasini, Trappeto, Balestrate, Alcamo, Castellammare del Golfo e San Vito Lo Capo.
Al suo centro vi è la città di Castellammare del Golfo che dà il nome al golfo stesso.

## Attrazioni turistiche
Il golfo di Castellammare comprende complessivamente circa 360 km2 di spiagge.
Nell'estremo orientale del golfo è situata la Riserva naturale orientata Capo Rama a Terrasini, mentre lungo la costa ad ovest di Castellammare, verso San Vito Lo Capo, è ubicata la Riserva naturale orientata dello Zingaro e Scopello con i suoi faraglioni e la tonnara.

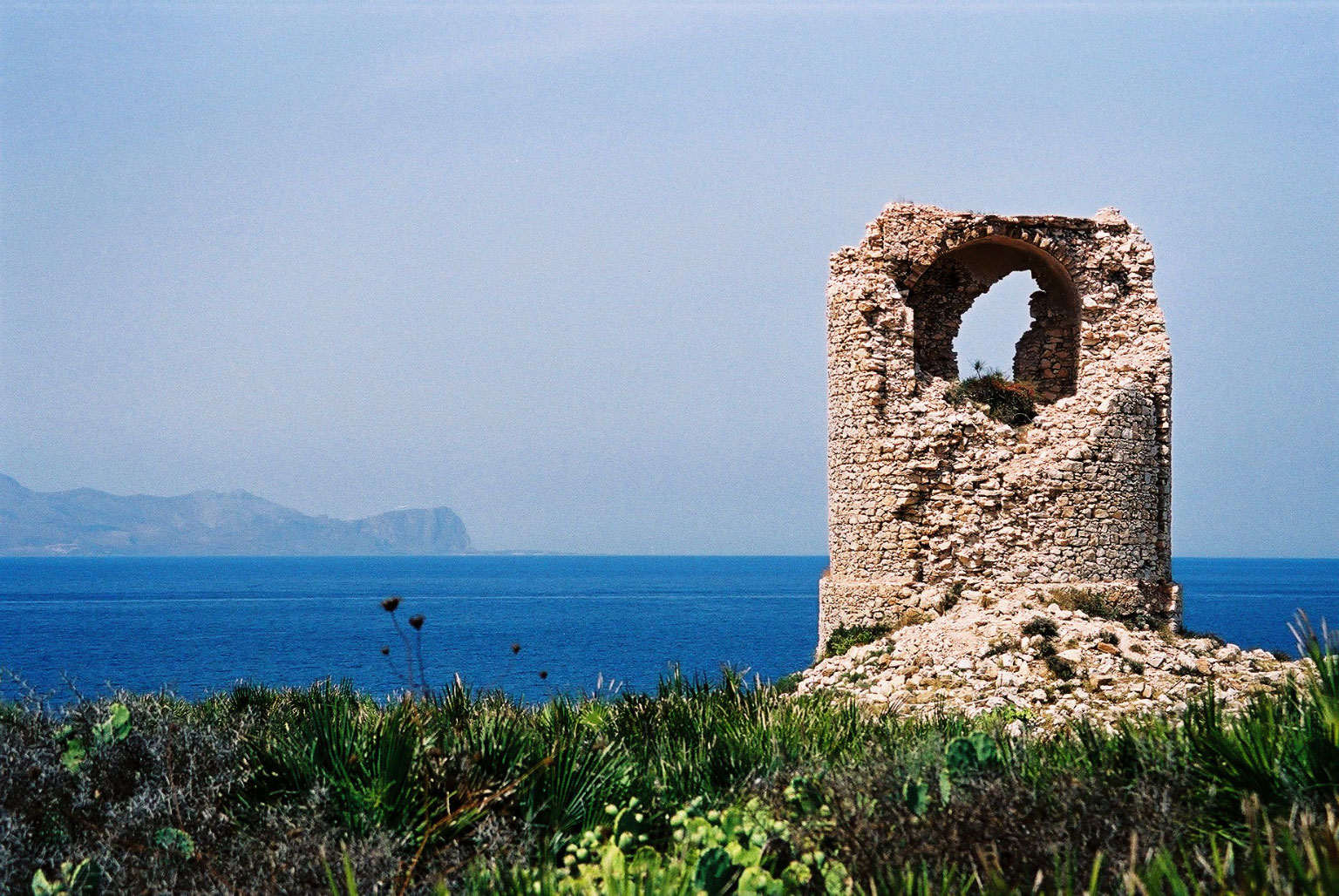
Torre costiera a Capo Rama
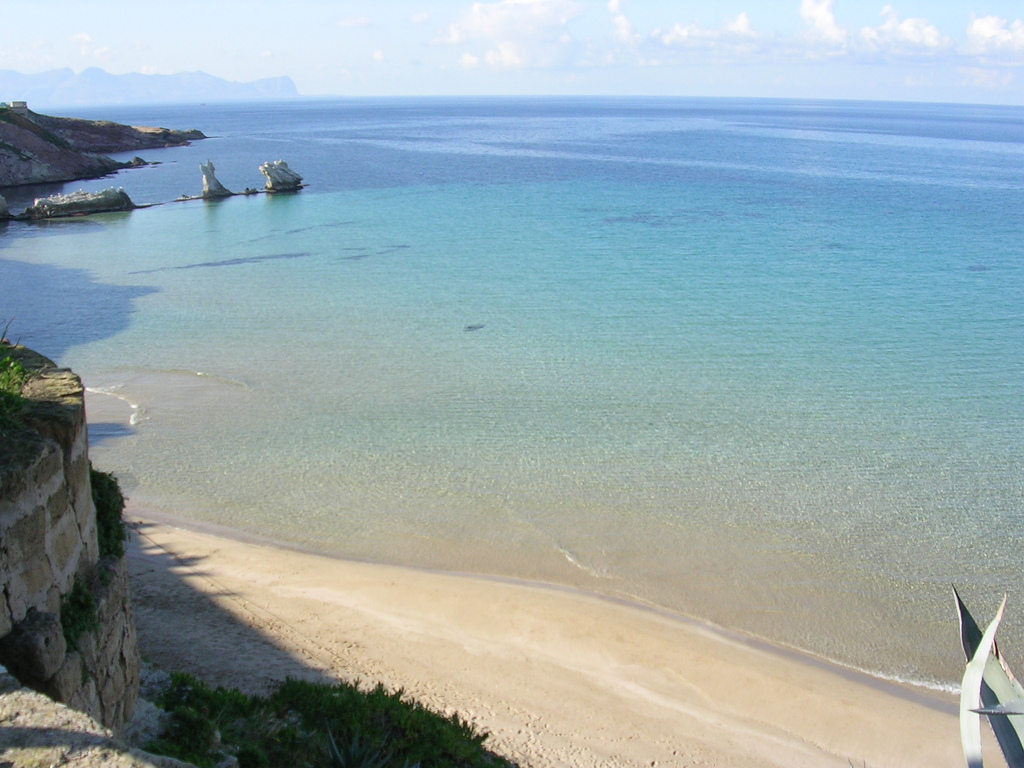
Spiaggia di Terrasini
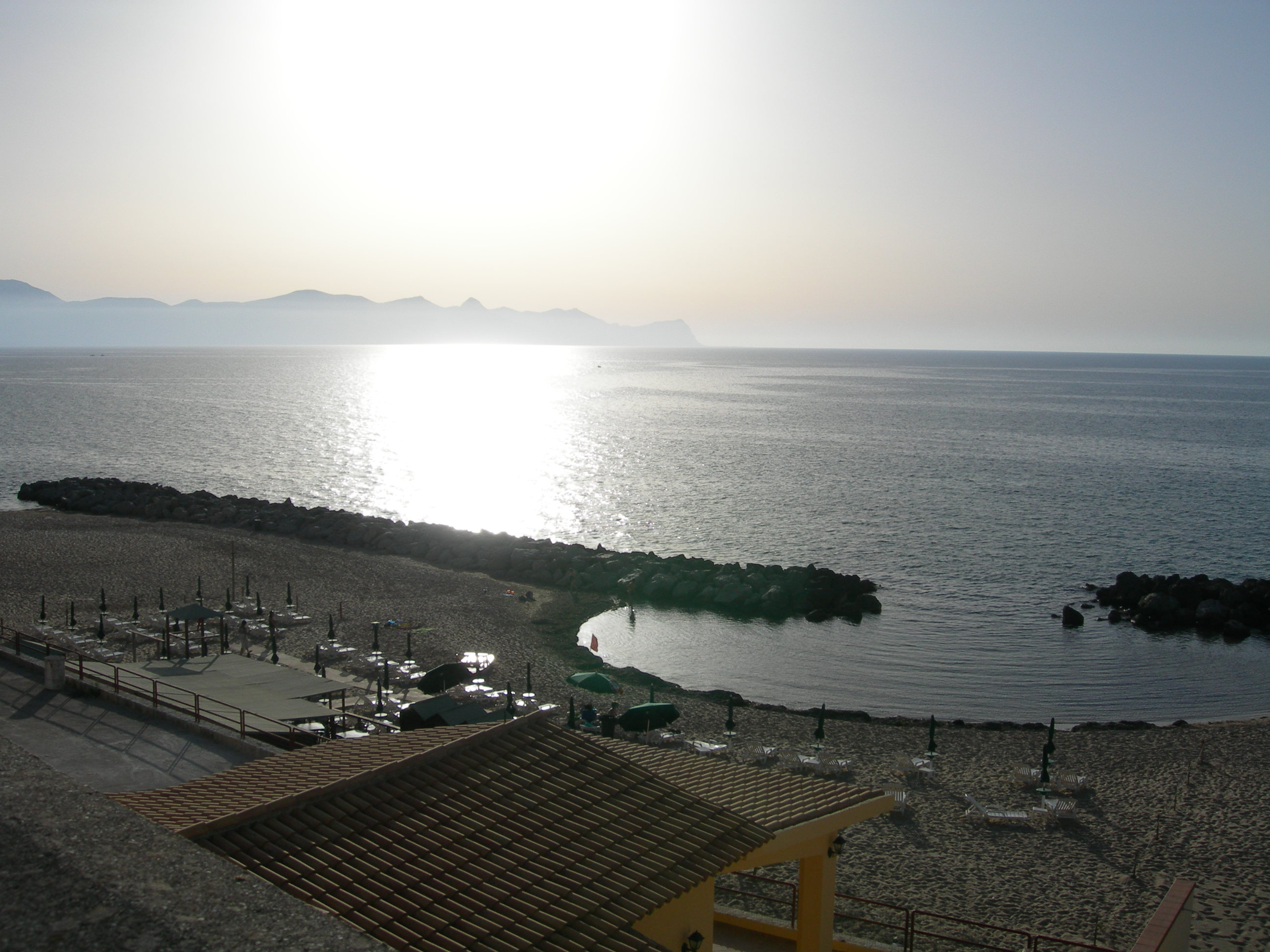
Spiaggia di Trappeto
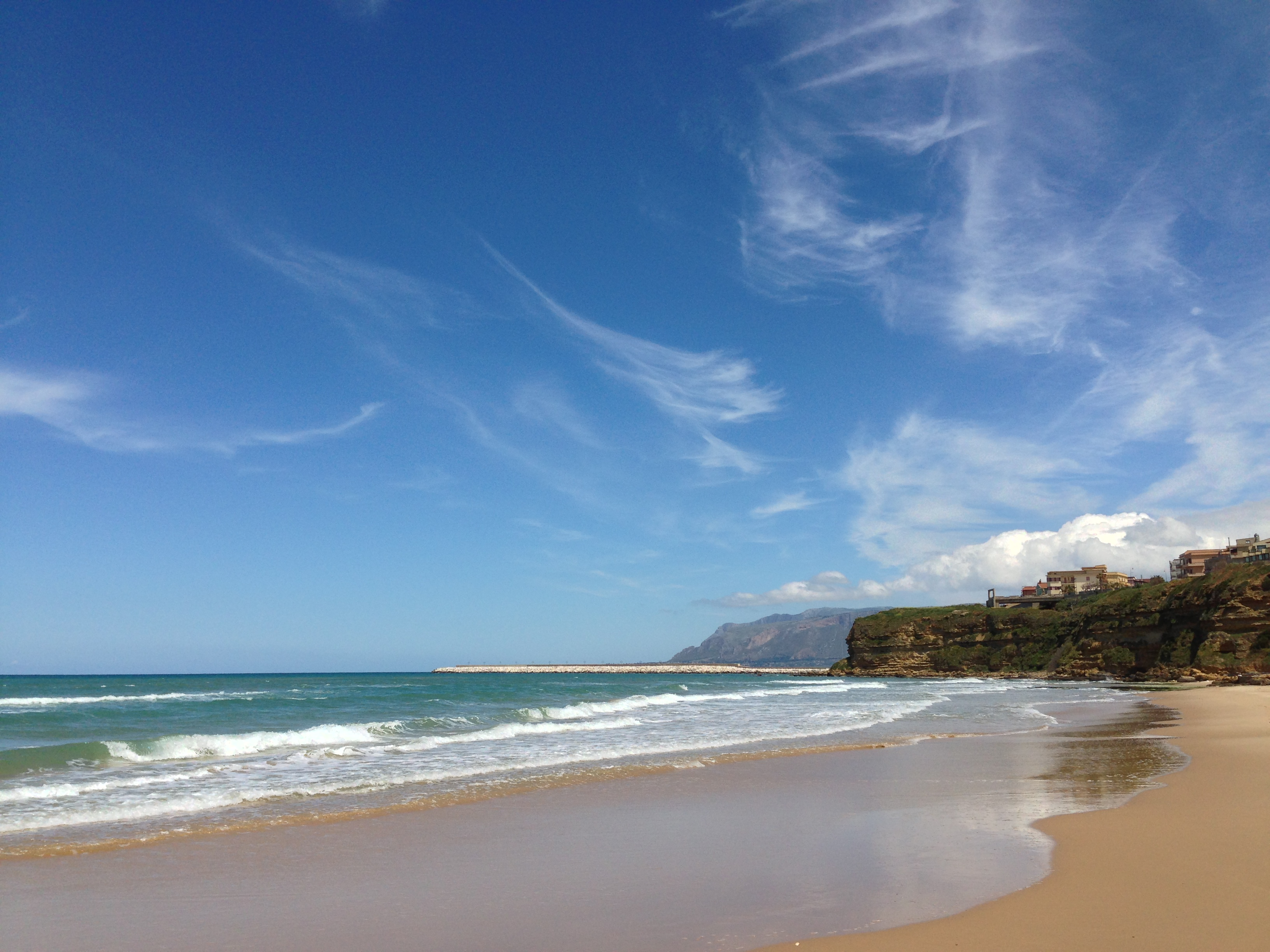
Spiaggia di Balestrate
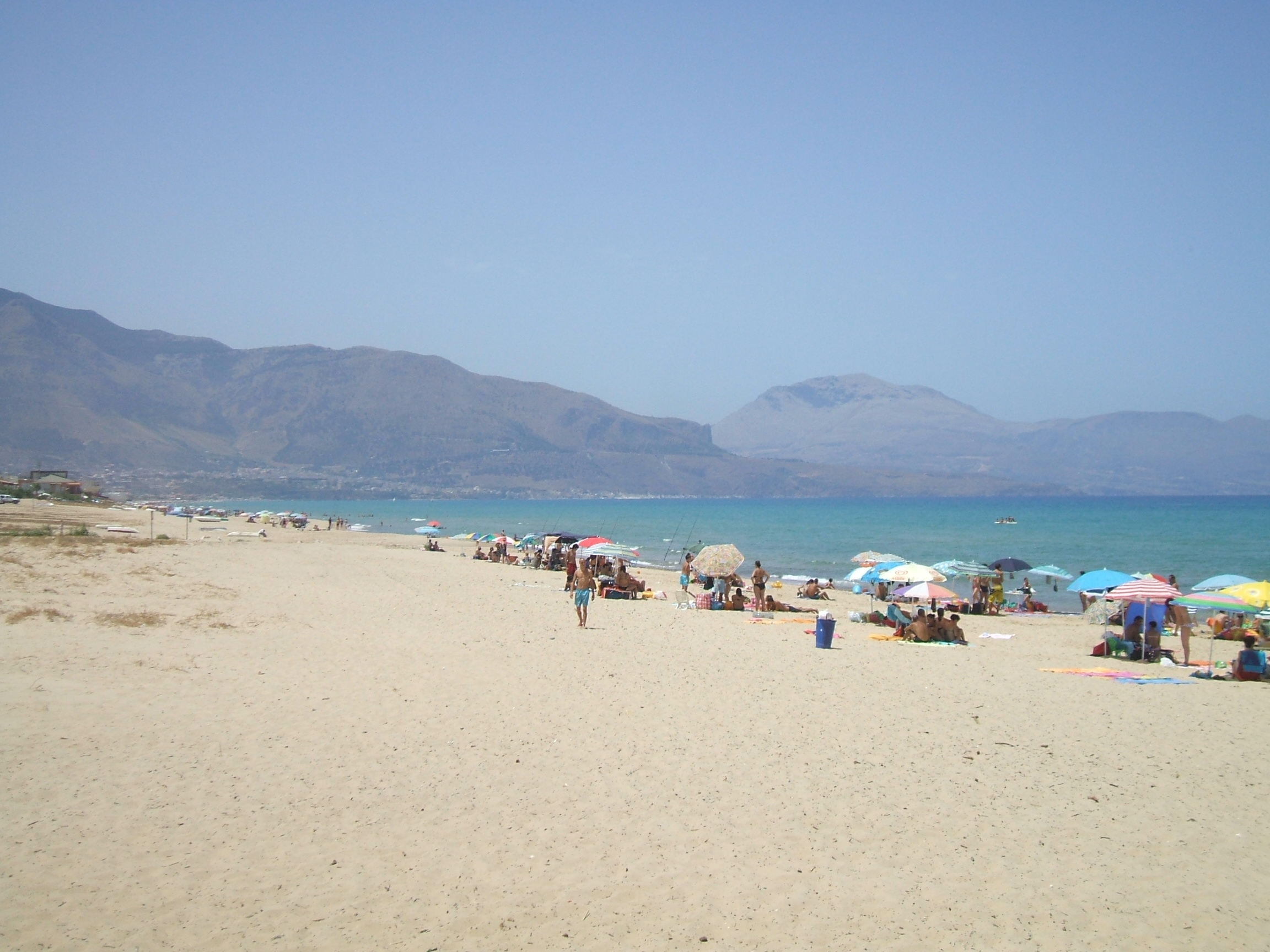
Spiaggia di Alcamo Marina
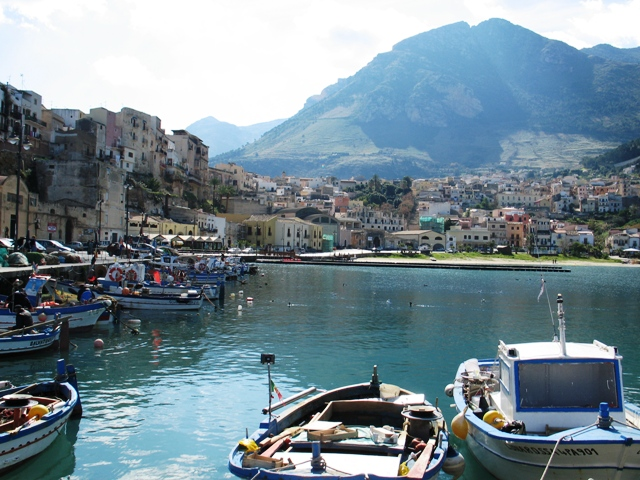
Marina di Castellammare del Golfo
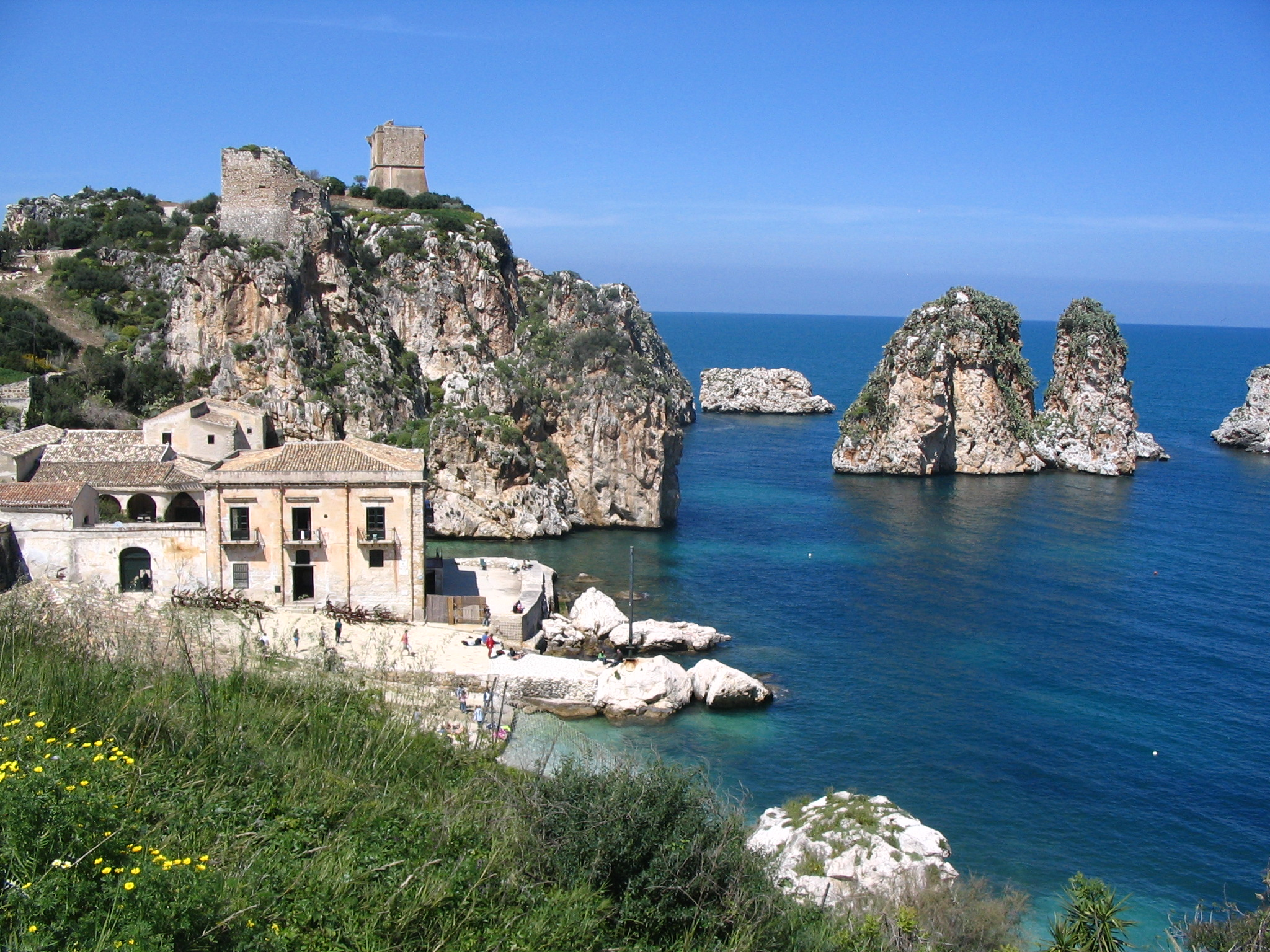
Faraglioni e tonnara di Scopello
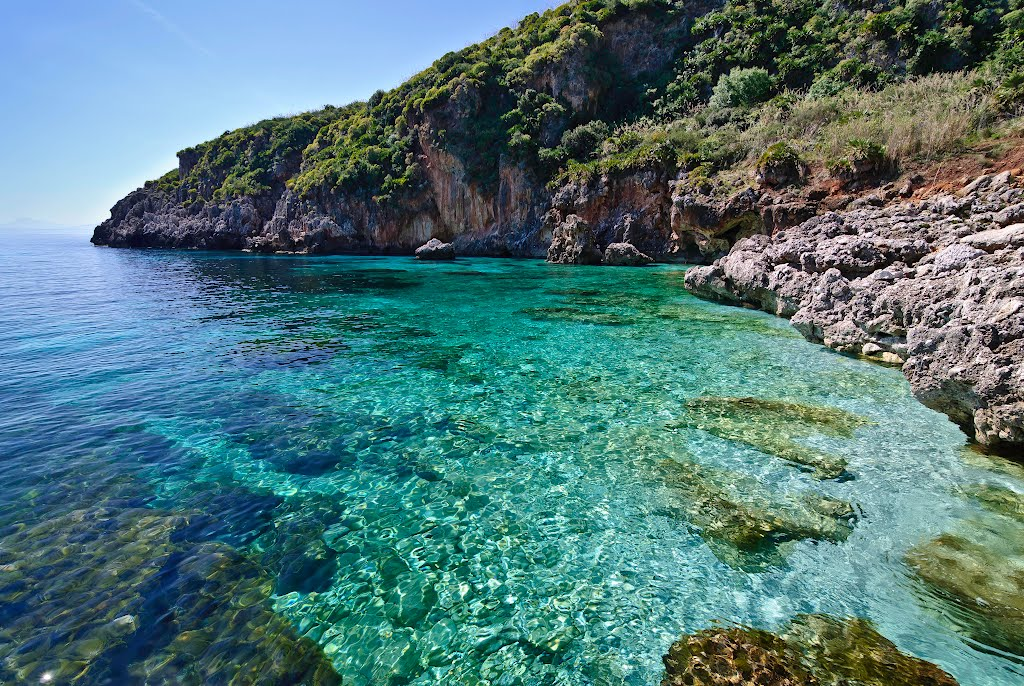
Tratto della riserva dello Zingaro
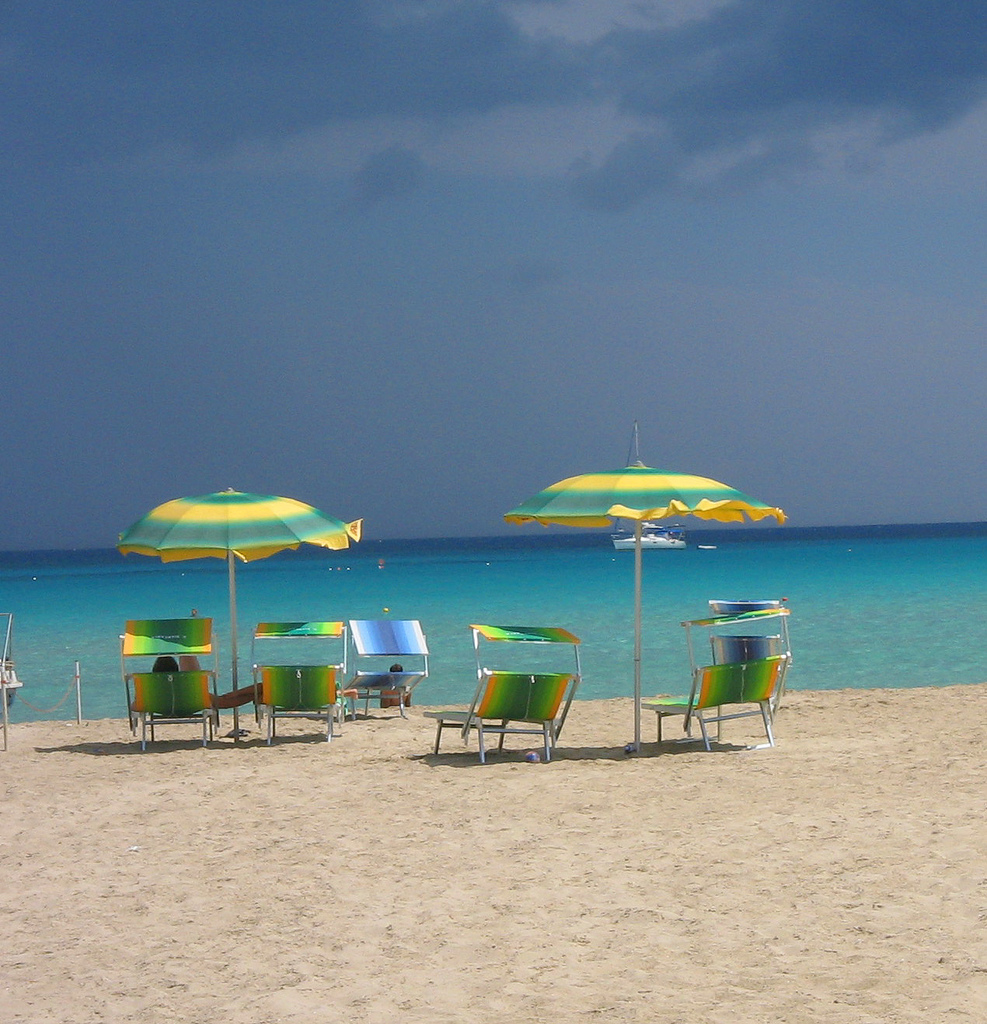
Spiaggia di San Vito lo Capo